# Розширений метод Гюккеля
Розширений метод Гю́ккеля (рос. расширенный метод Хюккеля, англ. extended Hückel method, EHM) — напівемпіричний квантово-хімічний метод, розроблений Роалдом Гоффманом у 1963 році. Цей метод заснований на (простому) методі Гюккеля, але враховує не лише π-орбіталі, а й також σ-орбіталі. Розширений метод Гюккеля може бути використаний для розрахунків енергій молекулярних орбіталей або для порівняння енергій різних конформацій молекули.
Метод вперше застосований Роалдом Гоффманом для розробки механістичних правил для перициклічних реакцій (правила Вудворда–Гоффмана). Для більшої зрозумілості цих правил, розраховані орбітальні взаємодії перициклічних реакцій були проілюстровані шляхом малювання окремих π- й σ-орбіталей в молекулах.